# Benedicto Villablanca
Benedicto Villablanca (Lonquimay, Chile, 13 de julio de 1957) es un ex boxeador profesional que fue el primero en convertirse en el campeón mundial de boxeo profesional de Chile.

## Biografía
Villablanca nació en Lonquimay, Chile. Se interesó en el boxeo cuando era un niño. Comenzó a visi
A la edad de 18 años, Villablanca comenzó su carrera como boxeador profesional cuando venció a Luis Conejeros por una decisión en cuatro asaltos, el 23 de enero de 1976, en Santiago. Villablanca obtuvo su primer nocaut durante su segunda pelea, venciendo a Luis Arriagada en el segundo round el 20 de febrero, también en Santiago.
Tras dos victorias más, Villablanca fue derrotado por primera vez cuándo perdió él por decisión en una pelea de ocho asaltos con Juan Ule Castro, el 30 de abril de 1977 en Chiloé. Perdería su siguiente pelea con Leopoldo Vargas, el 7 de mayo. Tras aquellas dos pérdidas consecutivas, Villablanca ganó una pelea, entonces enfrentó a Vargas en una revancha, el 20 de agosto en Iquique. Villablanca sufrió su primera derrota por nocaut, siendo vencido por Vargas en el séptimo asalto.
Tras esa derrota, Villablanca se embarcó en una racha de cuatro peleas ganadas. El primero de aquellos turnos, el 7 de abril de 1978, era por el título de Peso Ligero Jr Chileno. Villablanca se hizo campeón nacional noqueando a Roberto Díaz el primer asalto.
El 20 de enero de 1979 tuvo su primera lucha como un profesional en el extranjero cuando enfrentó a Victor Etchegaray por el campeonato de Peso Jr. Ligero Sudamericano en Bariloche, Argentina. Villablanca perdió con Etchegaray, entonces un retador clasificado mundialmente, por nocaut en el octavo asalto. 
De regreso en Chile, retuvo su título chileno de Jr. Ligero con una victoria sobre Díaz en una revancha, el 3 de marzo de 1979, por nocaut en el octavo asalto. Como su primera victoria sobre Díaz, esto representó el principio de otras cuatro peleas ganadas para Villablanca. Enfrentó a Etchegaray por el título sudamericano Jr. Ligero por segunda vez, el 8 de junio de 1980, perdiendo por un nocaut en el séptimo round en San Juan, Argentina.
Villablanca entonces se embarcó en una racha de once peleas ganadas que incluyó una victoria por decisión en doce asaltos sobre Luis Bendezu el 7 de agosto de 1981, que lo hizo el campeón de Fedelatin Jr. Ligero de la Asociación Mundial de Boxeo. La victoria sobre Bendezu también permitió a Villablanca hacerse un retador clasificado en la división Jr. Ligero. También venció a Raul Silva, quien había salido de derrotas posteriores con Eusebio Pedroza y Wilfredo Gomez. La victoria contra Silva, un nocaut en el segundo asalto vino el 28 de diciembre. Una victoria sobre Julio Hernández, que había perdido también con Gomez en un intento de campeonato mundial de Super Peso Bantam del Consejo Mundial de Boxeo, por nocaut en el tercer asalto, el 2 de febrero de 1982. 
Tras una victoria más, Villablanca tuvo su primer intento por el título mundial. Su pelea contra Samuel Serrano de Puerto Rico, podría decirse, era tanto el momento definitorio de la carrera de Villablanca y una de las luchas de campeonato más controversiales de los años 80.
El 5 de junio en Santiago de Chile, cuatro meses tras su victoria sobre Julio Hernández, Villablanca desafió a Serrano, por el título mundial de Jr. Ligero de la WBA. Serrano comenzó a sangrar durante el sexto asalto, y el árbitro de la lucha declaró que el corte de Serrano fue el producto de un golpe por Villablanca. Cuando se paró la pelea en el undécimo asalto, debido al corte de Serrano, Villablanca fue declarado ganador y nuevo campeón de Peso Ligero Jr. de la Asociación Mundial de Boxeo, por un nocaut en el undécimo asalto.
Durante algún período después Villablanca se hizo un héroe nacional entre sus compatriotas, tal como Martín Vargas. Villablanca y sus compatriotas pensaron que Villablanca había ganado el primer campeonato mundial de boxeo de Chile. El equipo de Serrano apeló al resultado de la lucha, sin embargo, reclamando que fue causado por un cabezazo, no por un golpe, el corte en la cabeza de Serrano. La WBA entonces sostuvo una reunión extraordinaria en Ciudad de Panamá, Panamá para revisar el vídeo de la pelea. Después de estudiarla, los funcionarios de la WBA pactaron que Serrano y sus equipos tenían razón y un cabezazo produjo el corte.
La WBA tuvo en cuenta el hecho de que Serrano iba adelante en los marcadores de los jueces e invirtió el resultado de la lucha dando a Serrano una victoria por decisión técnica en el undécimo round. Será mencionado que el mandato de la WBA en este caso descalificó a Villablanca como campeón mundial, de modo que Villablanca no es, oficialmente hablando, reconocido como un excampeón mundial de boxeo.
Tras la decepción de ver desaparecer su posición de campeón mundial, Villablanca volvió al boxeo profesional con tres victorias consecutivas incluyendo una pelea de asaltos ganada por decisión sobre Gerónimo Luque. 
El 17 de agosto de 1983 Villablanca hizo su debut en Estados Unidos cuando desafió a Roger Mayweather por el título mundial Jr. Ligero de la WBA que Mayweather había ganado por nocaut a Serrano en ocho asaltos en San Juan. No habría ninguna controversia esta vez, sin embargo como Villablanca cayó dos veces antes que la lucha terminara sólo cuando la campana sonaba para terminar el primer round con Mayweather reteniendo el título por un nocaut en el primer asalto.
Anunció su retiro del boxeo tras la pelea, pero él volvió pronto después. En su lucha de primeros restablecimientos, Villablanca enfrentó a Orlando Romero, perdiendo una pelea de diez asaltos por decisión el 14 de enero de 1984 en Trujillo, Perú. El 19 de mayo peleó en Perú otra vez, perdiendo en una revancha con Geronimo Luque por el título Continenta de la WBAl Americas Ligero en Lima, por un nocaut en el séptimo asalto. 
Villablanca ganó sus cuatro turnos siguientes, pero después de perder el 20 de diciembre de 1985 con Ricardo Toledo por un nocaut en tres asaltos en Santiago, se retiró del boxeo profesional para siempre. Villablanca tuvo un registro profesional de 34 victorias y 11 pérdidas en 45 luchas con 16 victorias por nocaut.
- Datos: Q4887361